# Russell Springs (Kansas)
Russell Springs – miasto w Stanach Zjednoczonych, w stanie Kansas, w hrabstwie Logan, położone nad rzeką Smoky Hill.